# 反钩斑皿蛛
反钩斑皿蛛（学名：Lepthyphantes hamifer）为皿蛛科斑皿蛛属的动物。在中国大陆，分布于河南、山西、河北等地，常栖息于田野以及墙角处。